# Arbogaste (nome)
Arbogaste  è un nome proprio di persona italiano maschile.

## Varianti
- Maschili: Arbogasto[1][2]
- Femminili: Arbogasta[2]

## Origine e diffusione

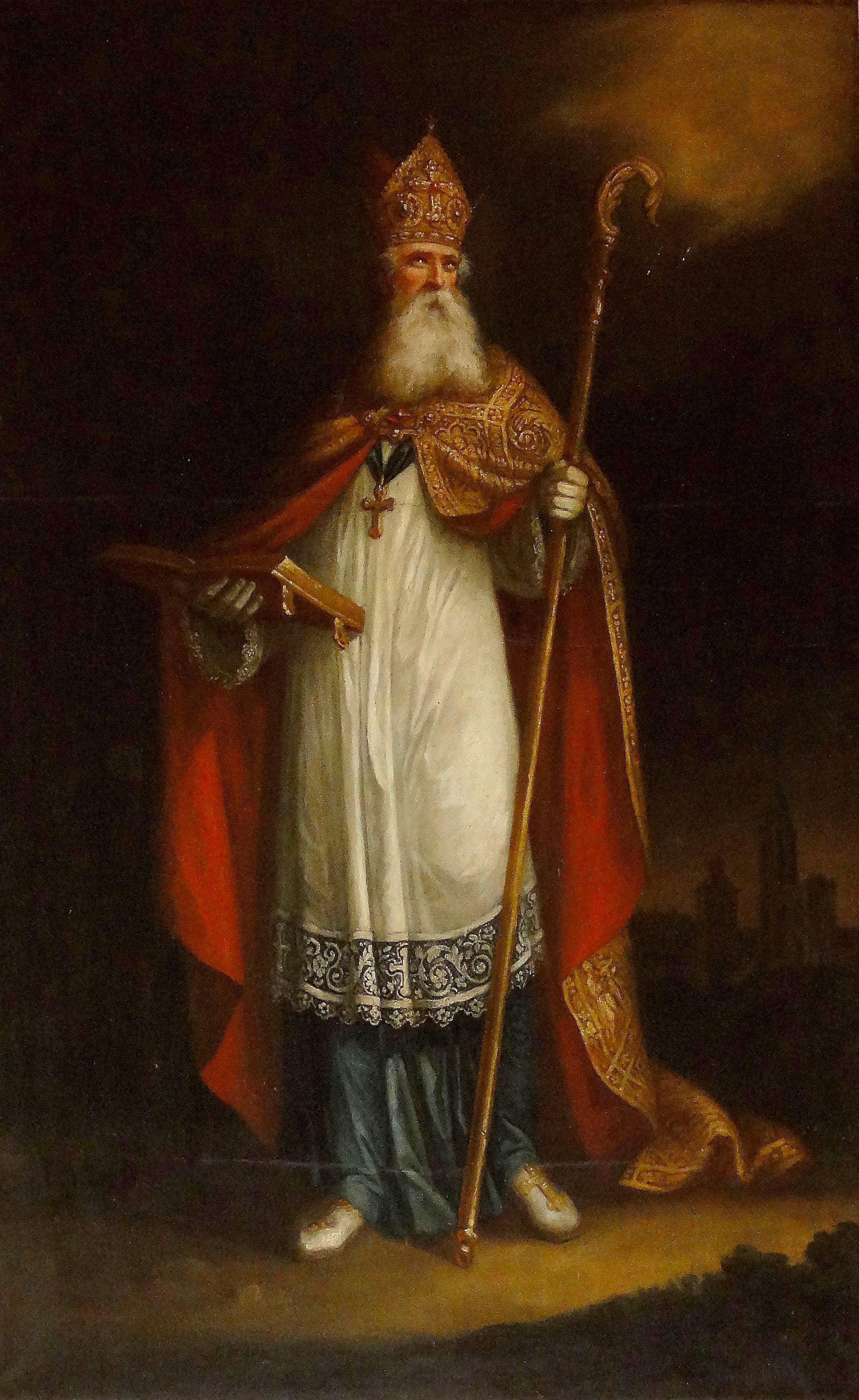
Sant'Arbogaste

Deriva dal nome germanico Arbogast, giunto in latino come Arbogastes e Arbogastus; è composto dalle radici germaniche arbi ("eredità") e gast ("ospite", "straniero"), e può quindi essere interpretato come "eredità straniera". 
Il nome gode di scarsissima diffusione in Italia, ed è ricordato principalmente per i personaggi storici che lo portarono: il valoroso e feroce comandante romano Arbogaste, e il santo vescovo di Strasburgo Arbogaste. Inoltre il nome, nella variante germanica Arogast, venne portato anche da uno degli estensori originari della legge salica.

## Onomastico
L'onomastico ricorre il 21 luglio in memoria di sant'Arbogaste, vescovo di Strasburgo.

## Persone
- Arbogaste, generale romano
- Arbogaste, vescovo di Strasburgo
- Arbogaste, conte di Treviri